# Hafizullah Qadami
Hafizullah Qadami (tiếng Ba Tư: حفیظ الله قدمی) (sinh ngày 20 tháng 2 năm 1985) là một cầu thủ bóng đá người Afghanistan. Anh thi đấu ở vị trí tiền đạo và chơi bóng cho Maiwand Kabul FC kể từ năm 2003. Qadami được xem là một trong những cầu thủ xuất sắc nhất của Afghanistan'. Anh thi đấu rất hiệu quả khi ở trong Đội tuyển bóng đá quốc gia Afghanistan.

## Bàn thắng quốc tế
| Thời gian            | Địa điểm               | Đối thủ           | Kết quả | Giải đấu                                              | Bàn thắng |
| -------------------- | ---------------------- | ----------------- | ------- | ----------------------------------------------------- | --------- |
| 7 tháng 11 năm 2005  | Dushanbe, Tajikistan   | U-20 Tajikistan   | 2–2     | Giao hữu (Trận đấu không chính thức)                  | 2         |
| 11 tháng 12 năm 2005 | Karachi, Pakistan      | Sri Lanka         | 2–1     | Giải vô địch bóng đá Nam Á 2005                       | 1         |
| 3 tháng 4 năm 2006   | Dhaka, Bangladesh      | Trung Hoa Đài Bắc | 2–2     | Cúp Challenge AFC 2006                                | 2         |
| 19 tháng 10 năm 2008 | Kuala Lumpur, Malaysia | U-20 Sierra Leone | 1–6     | Giải bóng đá Merdeka 2008 (Trận đấu không chính thức) | 1         |